# Коронида
Коронида (от гр.врана) в древногръцката митология е:
- дъщеря на фокидския цар Короней. За да я спаси от домогванията на Посейдон, Атина я превръща във врана. Възможно е тя да е по-близка до образа на вещицата, приятелка на цар Минос от остров Крит, която му помага, когато той е прокълнат от жена си Пасифая.
- нимфа, дъщеря на Флегий, цар на лапитите и владетел на град Орхомен в Беотия, когото тя придружава в похода му срещу Пелопонес и му служи, като шпионка. Майка е, предполагаемо - от бог Аполон, на бога-лечител Асклепий, с когото тя забременява тайно от баща си, който се слави като противник на култа към боговете-близнаци (съществува версия, според която тя е изнасилена от бога, а по-късно - и от баща си; също така тя има връзка и със смъртен човек на име Исхий, впоследствие убит по този повод от Зевс или от Аполон). Във всеки случай Аполон очаква Коронида да му бъде вярна, но все пак, когато отива в Делфи, оставя една врана да я наглежда (птицата е бяла на цвят, което според легендата е свойственото на враните по онова време - по-сетнешният развой на събитията обяснява под формата на мит причината враните, познати в по-късни спрямо него време, да са черни). Аполон научава, с помощта на гадания, че момичето му е изменило, а и враната долага за същото. В изблик на ревност божеството решава, че Коронида трябва да умре (убива я или той самият или сестра му Артемида). Сърдит е и на птицата-надзирател - проклина я, задето не е избола очите на любовника на Коронида, занапред да почернее (или това става под въздействие на полепването на сажди от погребалната клада на девойката). Точно преди да я изгори, Аполон установява, че Коронида е била бременна, и то - както изглежда - от него. Разрязва корема й (нещо като цезарово сечение) или извлича детето от червата й. После го предоставя на кентавъра Хирон за да го обучи в умението да лекува. Покрусен от гибелта на дъщеря си, Флегий (според една от версиите за смъртта му), окончателно се настройва срещу Аполон, подпалва негов храм и е убит за наказание.